# Simulium hirsutum
Simulium hirsutum är en tvåvingeart som beskrevs av Frederick E. Pomeroy 1922.
Simulium hirsutum ingår i släktet Simulium och familjen knott. Inga underarter finns listade i Catalogue of Life.